# Portland Hearts of Pine
I Portland Hearts of Pine sono un club calcistico professionistico statunitense con base a Portland, nel Maine, e che milita nella USL League One, campionato di terza divisione. Disputa le proprie partite casalinghe presso il Fitzpatrick Stadium, impianto dotato di una capienza pari a 6.000 posti.

## Storia
Il 7 settembre 2023 la United Soccer League annunciò ufficialmente l'assegnazione di una franchigia che avrebbe partecipato alla USL League One a partire dalla stagione 2025 alla città di Portland, nel Maine. L'ex calciatore Gabe Hoffman-Johnson fu annunciato come fondatore del club, mentre tra i proprietari figuravano anche gli imprenditori edili locali Jonathan e Catherine Culley oltre che il giornalista di NESN Tom Caron. Il 22 aprile 2024 fu nominato Kevin Schohl come primo presidente del club, mentre il 27 aprile successivo vennero presentati al pubblico il nome, lo stemma e i colori sociali.
Il 19 settembre 2024 la società annunciò di aver venduto il 96% dei depositi per gli abbonamenti alla stagione successiva, un record per la USL League One.
Il primo incontro ufficiale della storia del club si disputò il 20 marzo 2025 in occasione della vittoria casalinga per 4-0 contro la CD Faialense nel primo turno di U.S. Open Cup, mentre l'esordio della società in campionato si disputò pochi giorni dopo, il 29 marzo 2025, sul campo del FC Naples e terminò con un pareggio per 0-0.

## Stadio
Il club disputa le proprie sfide casalinghe presso il Fitzpatrick Stadium, impianto edificato nel 1930 e capace di ospitare fino a 6.000 spettatori.